# Lemonade Mouth (banda sonora)
Lemonade Mouth es el álbum de banda sonora de Bridgit Mendler y otros miembros del reparto de la película original de Disney Channel del mismo nombre, publicado el 12 de abril de 2011 por Walt Disney Records. La banda sonora alcanzó el número 4 en la lista estadounidense «Billboard» 200, el número 3 en la lista estadounidense Top Digital Albums y encabezó las listas estadounidenses Top Soundtracks y Kid Albums. En otros países, alcanzó el puesto número 71 en Australia, el número 38 en Austria, el número 25 en Bélgica (Flandes), el número 100 en Bélgica (Valonia), el número 79 en los Países Bajos, el número 26 en Polonia y el número 38 en España. En las listas de fin de año de 2011, la banda sonora ocupó el puesto número 87 en el Billboard 200 de Estados Unidos, el número 7 en el Top Soundtracks de Estados Unidos y logró entrar en el top 3 del Kid Albums de Estados Unidos. Los sencillos «Somebody», «Determinate» y «Breakthrough» alcanzaron los puestos 89, 51 y 88 en la lista estadounidense Billboard Hot 100. En septiembre de 2012, la banda sonora había vendido 402 000 copias.
En 2024, Urban Outfitters lanzó la versión en vinilo exclusivo con la banda sonora, en un vinilo de color limonada. 

## Antecedentes
El álbum de pop rock "Lemonade Mouth" incluye diez canciones originales de los compositores Aris Archontis, Maria Christensen, Ali Dee, Andy Dodd, Tom Leonard, Jeannie Lurie, Niclas Molinder, Chen Neeman, Joacim Persson, Lindy Robbins, Shridhar Solanki, Shane Stevens, Matthew Tishler, Bryan Todd, Reed Vertelney, Adam Watts y Adam Hicks. La banda sonora fue lanzada por Walt Disney Records el 12 de abril de 2011.

## Sencillos
Somebody, interpretada por Bridgit Mendler, se lanzó como primer sencillo el 4 de marzo de 2011. Debutó y alcanzó el puesto número 89 en la lista estadounidense Billboard Hot 100 y el número 12 en la lista estadounidense Billboard Top Heatseekers. El video musical se lanzó el 18 de marzo de 2011. La canción vendió 6000 copias en su primera semana en Estados Unidos, según Nielsen SoundScan.
Determinate fue el segundo sencillo. La canción, interpretada por Mendler, contó con la voz de Adam Hicks. Se lanzó el 15 de abril de 2011. La canción resultó ser la más exitosa de los tres sencillos, alcanzando el puesto 51 en la lista Billboard Hot 100 de EE. UU., el 28 en la lista Billboard Hot Digital Songs, encabezó la lista Billboard Top Heatseekers y se ubicó en dos países más. El video musical se lanzó el mismo día del lanzamiento de la canción y es una escena de la película.
Breakthrough, interpretada por el elenco de la película, fue el tercer y último sencillo. Se lanzó el 2 de mayo de 2011. La canción debutó y alcanzó el puesto 88 en la lista Billboard Hot 100 de EE. UU. y el 89 en la lista Billboard Top Heatseekers. El video musical es otra escena de la película.

### Otras canciones en las listas
Turn Up the Music, interpretada por Bridgit Mendler, no entró en la lista Billboard Hot 100, pero alcanzó el puesto número 12 en la lista Bubbling Under Hot 100 Singles.
"She's So Gone", interpretada por Naomi Scott, también alcanzó el puesto número 3 en la lista Bubbling Under Hot 100 Singles.

## Crítica
Christopher Monger de AllMusic dio una reseña: Basada en la novela de 2007 del mismo nombre del autor Mark Peter Hughes, Lemonade Mouth de Disney sigue las hazañas de cinco adolescentes descontentos de Arizona que se unen durante un período en detención y terminan formando una banda; es como The Breakfast Club con una batalla de bandas al final. Con 11 canciones originales que abarcan el pop adolescente, el pop punk, el hip hop y el rock, Lemonade Mouth (la banda) aborda los temas adolescentes habituales (la autoestima, apoyar a los amigos ante la adversidad, perseguir los sueños, ser un poco tonto) y combina con éxito el romanticismo inocente de los Jonas Brothers con la angustia casi rebelde de la primera Avril Lavigne, dando como resultado una colección ganadora, aunque no del todo original, de himnos de clase inspirados en High School Musical.
"She's So Gone" aparece en la lista de Billboard de "Las 100 mejores canciones de Disney de todos los tiempos". y "Bandas falsas, canciones reales: Las 50 mejores canciones de músicos inventados" de Rolling Stone.

## Rendimiento comercial
La banda sonora debutó en el puesto número 18 del Billboard 200 de EE. UU. Gracias a sus fuertes ventas, ascendió trece puestos hasta alcanzar el quinto puesto. Finalmente, alcanzó el puesto número 4. También alcanzó el puesto número tres en el Top Digital Albums de EE. UU. y encabezó las listas de Top Soundtracks y Kids Albums de EE. UU. En otros países, ha alcanzado el puesto 71 en la lista de álbumes de Australia, el 38 en la lista de álbumes de Austria, el 25 en la lista de álbumes de Bélgica (Flandes), el 100 en la lista de álbumes de Bélgica (Valonia), el 79 en la lista de álbumes de los Países Bajos, el 26 en la lista de álbumes de Polonia y el 38 en la lista de álbumes de España. Hasta septiembre de 2012, la banda sonora había vendido 402.000 copias.

## Lista de canciones
| Lemonade Mouth track listing |                                       |                                                                    |          |  |
| N.º                          | Título                                | Performer(s)                                                       | Duración |  |
| 1.                           | «Turn Up the Music»                   | Bridgit Mendler Adam Hicks Naomi Scott Hayley Kiyoko Blake Michael | 2:56     |  |
| 2.                           | «Somebody»                            | Bridgit Mendler                                                    | 3:28     |  |
| 3.                           | «And the Crowd Goes»                  | Chris Brochu                                                       | 2:47     |  |
| 4.                           | «More than a Band»                    | Bridgit Mendler Adam Hicks Naomi Scott Hayley Kiyoko Blake Michael | 2:40     |  |
| 5.                           | «She's So Gone»                       | Naomi Scott                                                        | 3:06     |  |
| 6.                           | «Here We Go»                          | Bridgit Mendler Adam Hicks Hayley Kiyoko                           | 2:52     |  |
| 7.                           | «Determinate»                         | Bridgit Mendler Adam Hicks                                         | 3:18     |  |
| 8.                           | «Don't Ya Wish U Were Us?»            | Brochu                                                             | 3:19     |  |
| 9.                           | «Breakthrough»                        | Bridgit Mendler Adam Hicks Naomi Scott Hayley Kiyoko               | 3:27     |  |
| 10.                          | «Livin' on a High Wire» (bonus track) | Bridgit Mendler Adam Hicks Naomi Scott                             | 2:38     |  |
| 30:32                        |                                       |                                                                    |          |  |

| Spanish limited edition bonus track |                                            |                            |          |  |
| N.º                                 | Título                                     | Performer(s)               | Duración |  |
| 11.                                 | «Determinate» (Almighty Club Mix with Rap) | Bridgit Mendler Adam Hicks | 7:23     |  |

| International iTunes Store special edition bonus tracks |                                         |                            |          |  |
| N.º                                                     | Título                                  | Performer(s)               | Duración |  |
| 12.                                                     | «Determinate» (Almighty Mix Show)       | Bridgit Mendler Adam Hicks | 5:01     |  |
| 13.                                                     | «Determinate» (Almighty Mix Radio Edit) | Bridgit Mendler Adam Hicks | 3:49     |  |

## Charts

### Weekly charts
| Chart (2011)                                | Peak position |
| ------------------------------------------- | ------------- |
| Australia (Australian Albums Chart)         | 71            |
| Australia (Australian Digital Albums Chart) | 15            |
| Austria (Austrian Albums Chart)             | 38            |
| Bélgica (Belgian Albums Chart) (Flanders)   | 25            |
| Bélgica (Belgian Albums Chart) (Wallonia)   | 100           |
| Países Bajos (Netherlands Albums Chart)     | 79            |
| Polonia (Polish Albums Chart)               | 26            |
| España (Spanish Albums Chart)               | 38            |
| Reino Unido (UK Albums Chart)               | 173           |
| Estados Unidos US (Billboard 200)           | 4             |
| Estados Unidos US (Kid Albums)              | 1             |
| Estados Unidos US (Top Soundtracks)         | 1             |
| Estados Unidos US (Top Digital Albums)      | 3             |

### Year-end charts
| Chart (2011)                      | Position |
| --------------------------------- | -------- |
| Estados Unidos US Billboard 200   | 87       |
| Estados Unidos US Kid Albums      | 3        |
| Estados Unidos US Top Soundtracks | 7        |

| Chart (2012)                 | Position |
| ---------------------------- | -------- |
| Estados Unidos US Kid Albums | 23       |

### Ventas
| País           | Proveedor | Ventas  |
| -------------- | --------- | ------- |
| Estados Unidos | RIAA      | 402 000 |